# Anomaloglossus tepequem
Anomaloglossus tepequem es una especie de anfibio anuro de la familia Aromobatidae.

## Distribución geográfica
Esta especie es endémica de Roraima en Brasil. Habita a más de 500 m de altitud en Serra do Tepequém

## Etimología
Su nombre de especie fue dado en referencia al lugar de su descubrimiento, Serra do Tepequem.

## Publicación original
- Fouquet, Souza, Nunes, Kok, Curcio, Carvalho, Grant & Rodrigues, 2015 : Two new endangered species of Anomaloglossus (Anura: Aromobatidae) from Roraima State, northern Brazil. Zootaxa, n.º 3926, p. 191–210.[3]